# Juan Cáceres (football)
Pour les articles homonymes, voir Juan Cáceres et Cáceres.
Juan José Cáceres Palomares, né le 27 décembre 1949 à Chancay au Pérou, est un footballeur international péruvien qui évoluait au poste de gardien de but.

## Biographie

### Carrière en club
Juan Cáceres joue principalement en faveur de l'Unión Huaral, de l'Universitario de Deportes, et de l'Alianza Lima.
Il remporte un titre de champion du Pérou avec l'Alianza Lima.

### Carrière en équipe nationale
Juan Cáceres reçoit une sélection en équipe du Pérou, lors de l'année 1975.
Il figure dans le groupe des sélectionnés lors de la Coupe du monde de 1978. Lors du mondial organisé en Argentine, il ne joue aucun match.

## Palmarès
Alianza Lima
- Championnat du Pérou (1) :
  - Champion : 1978.